# 울진군수
울진군수는 경상북도 울진군의 군수이다.

## 같이 보기
- 울진군수 선거